# 파드마삼바바

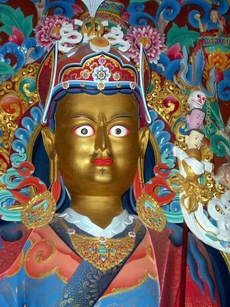
파드마삼바바의 상 (인도)

파드마삼바바(티베트어: པདྨ་འབྱུང་གནས, 한자:蓮華生上師) 또는 연꽃에서 태어난 자(蓮華生, 연화생)는 티베트 불교에서 등장하는 인물로, 부처는 자기가 죽은 뒤 '파드마삼바바(蓮華生)'라는 이름으로 부활할 것이라고 말했다. 전설에 따르면 파드마삼바바는 연꽃 봉우리 안에서 태어난 부처님이라고 한다.

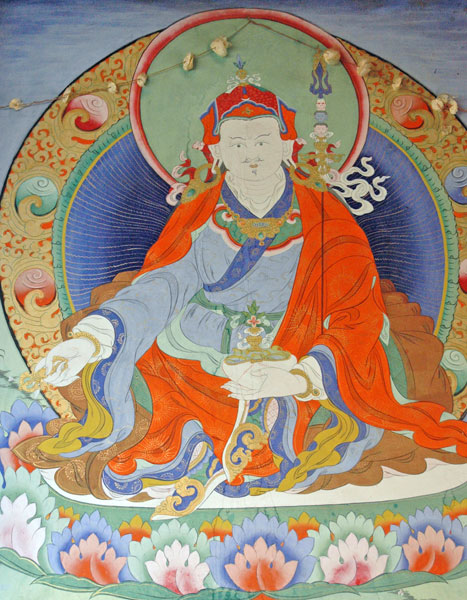
파드마삼바바의 벽화 (부탄)

파드마삼바바는 8세기에 탄트라 불교를 부탄과 티베트에 전한 것으로 알려져 있다. 그곳에선 구루 린포체(“소중한 스승”. Guru Rinpoche) 또는 로폰 린포체(Lopon Rinpoche)로 더 잘 알려져 있다. 
파드마삼바바는 아미타불의 화신(化身)으로 여겨지며 전통적으로 “두 번째 부처”로 숭배되기도 한다.

## 티베트의 영향
당시 토번의 왕이었던 치쏭데짼 왕은 파드마삼바바가 오자 위대한 스승이 온것이 너무 기뻤던 나머지 라싸 근교까지 마중을 나가고 많은 금을 바치며 가르침을 구했으나, 그때 파드마삼바바는 금을 모래로 만들고는 "나는 금을 찾으러 온 것이 아니다."라고 말한 후 모래를 다시 금으로 만들었다고 한다.
파드마삼바바는 인도에서 온 또 한명의 스승인 산타라크쉬타와 함께 티베트 최초의 사원인 삼예 사원을 세우기도 하였다

## 참고자료
1. ↑  Thubten Jigme Norbu and Colin M. Turnbull. Tibet: Its History, Religion and People. Chatto & Windus(1969). Reprint: Penguin Books(1987). p.163
2. ↑  Jacob N. Kinnard. The Emergence of Buddhism. Greenwood(2006) p.89
3. ↑  Phyllis G. Jestice. Holy People of the World. ABC-CLIO(2004) p.668